# Kleinmäuliger Büffelfisch
Der Kleinmäulige Büffelfisch (Ictiobus bubalus) ist ein in Nordamerika weit verbreiteter Süßwasserfisch aus der Familie der Saugkarpfen. Aus dem Griechischen übersetzt, bedeutet sein wissenschaftlicher Name Bullenfisch bzw. Büffel.

## Verbreitung
Ictiobus bubalus kommt vom Michigansee über den Mississippi in vielen Gewässern des Mittleren Westens vor. Sein Verbreitungsgebiet reicht von Montana und Michigan im Westen bis Pennsylvania im Osten. Im Süden der USA findet man ihn in Flüssen, die in den Golf von Mexiko oder in die Mobile Bay in Alabama münden. Außerdem im Rio Grande in Texas und New Mexico bis weiter südlich im nördlichen Mexiko.
In Texas wurde er in folgenden Gewässern gefangen: Red River, Kiamichi River, Sabine Lake, Galveston Bay Brazos River, Colorado River, San Antonio Bay und Nueces River.

## Beschreibung
Ictiobus bubalus besitzt eine hell- bis dunkelbraune Rückenpartie und Flanken, die teilweise einen grünlichen oder kupferfarbenen Ton aufweisen. Die Flossen sind hellgelb oder weiß. Er wird häufig mit dem Karpfen verwechselt, obwohl ihm die Barteln fehlen. Im Unterschied zu Ictiobus cyprinellus hat Ictiobus bubalus ein unterständiges Maul.
Ictiobus bubalus wird durchschnittlich 58 Zentimeter lang, in Ausnahmefällen sogar bis 112 Zentimeter.  Der IGFA-Rekordfisch wog 37,3 Kilogramm und wurde im Athens Lake in Alabama gefangen.
Er kann maximal 15 Jahre alt werden.
Ictiobus bubalus ist relativ anpassungsfähig und bewohnen Teiche, Staubecken, Seen, Kanäle, sowie kleinere bis größere Flüsse. Dabei bevorzugt er klare Gewässer mit mittlerer Strömung. Ideale Wachstumsbedingungen findet er bei reichem Unterwasserpflanzenvorkommen und weichem Boden. Dabei werden auch hohe Bereiche von Wasserhärten, wie sie im Rio Pecos anzutreffen sind, toleriert.
Ictiobus bubalus ernährt sich am Grund des Gewässers von Krustentieren und Algen, die er mit seinen Schlundzähnen zermahlt.
Die Biologie dieser Art ist noch nicht vollständig verstanden. Man weiß, dass Smallmouth Buffalos bei entsprechenden Wassertemperaturen im Frühjahr ablaichen. Der Laich wird auf Wasserpflanzen oder im Schlamm abgelegt, teilweise auch auf überschwemmten Wiesen und nach ein bis zwei Wochen schlüpfen die Jungfische.

## Nutzung
Kleinmäulige Büffelfische können in Aquakultur gehalten werden und sind beliebte Speisefische. In einigen nordamerikanischen Bundesstaaten ist der Smallmouth Buffalo ein beliebter Sportfisch, der sich mit Teigbällen aus Baumwollsamen gut anfüttern lässt.